# Lorenzo Bosisio
Pour les articles homonymes, voir Bosisio.
Lorenzo Bosisio (né le 24 septembre 1944 à Marmirolo) est un coureur cycliste italien. Spécialiste de la poursuite par équipes, il a été champion du monde de cette discipline en amateurs en 1968. Il a également été médaillé de bronze aux Jeux olympiques de 1968. Il a ensuite été professionnel de 1969 à 1972.

## Palmarès sur piste

### Jeux olympiques
- Mexico 1968
  -  Médaillé de bronze de la poursuite par équipes (avec Giorgio Morbiato, Cipriano Chemello, Luigi Roncaglia)

### Championnats du monde
- Montevideo 1968
  -  Champion du monde de poursuite par équipes amateurs (avec Luigi Roncaglia, Cipriano Chemello, Giorgio Morbiato)
  -  Médaillé de bronze de la poursuite individuelle amateurs
- Leicester 1970
  -  Médaillé d'argent de la poursuite individuelle professionnels

### Championnats nationaux
- 1968
  -  Champion d'Italie de poursuite amateurs
  -  Champion d'Italie de poursuite par équipes amateurs
- 1969
  - 2e du championnat d'Italie de poursuite
- 1970
  - 2e du championnat d'Italie de poursuite
- 1971
  - 2e du championnat d'Italie de poursuite

## Palmarès sur route
- 1965
  - Medaglia d'Oro Città di Monza
- 1966
  - Trofeo Caseifici Hurlimann
- 1967
  - Trofeo Comune di Piadena
  - Circuito Mezzanese
  -  Médaillé de bronze du championnat du monde du contre-la-montre par équipes
- 1968
  - 1re étape du Tour du Piémont

## Résultats dans les grands tours

### Tour d'Espagne
- 1969 : abandon